# Sklepik z horrorami (film 1960)
Sklepik z horrorami (ang. Little Shop of Horrors) – amerykańska komedia grozy z 1960 roku w reżyserii Rogera Cormana.
Film mimo skromnego budżetu i naiwnej fabuły okazał się sukcesem komercyjnym. W 1986 roku powstał remake pt. Krwiożercza roślina.

## Opis fabuły
Pewnego razu skromnemu pracownikowi pewnej małej kwiaciarni udaje się wyhodować roślinę, która ma nietypowy wygląd i potrafi mówić. Roślina żywi się ludzką krwią. W miarę jak roślina zaczyna rosnąć, potrzebuje coraz więcej pokarmu. Nie wystarczy już jej krew, ale domaga się ludzkiego mięsa.

## Obsada
- Jonathan Haze – Seymour Krelboin
- Jackie Joseph – Audrey
- Myrtle Vail – Winifred Krelboin
- Leola Wendorff – Pani Shiva
- Ernst R. von Theumer – Gravis Mushnick
- Richard Miller – Fouch
- Marie Windsor
- Wally Campo
- Jack Nicholson – Wilbur Force
- Charles B. Griffith – Kloy/Pijany u dentysty/Krzyczący pacjent/Audrey Junior
- John Herman Shaner – Doktor Farb
- Meri Welles – Leonora Clyde
- Jack Warford – Detektyw Frank Stoolie
- Dick Miller – Burson Fouch
- Toby Michaels – Nastolatka